# دم‌بریده بورنئویی
دم‌بریده بورنئویی (نام علمی: Urosphena whiteheadi) نام یک گونه از تیره سسکیان است.